# I Break Horses
Gli I Break Horses sono un gruppo musicale svedese attivo dal 2008.
Il loro nome è tratto da una canzone omonima di Bill Callahan.

## Formazione
- Maria Lindén
- Fredrik Balck

## Discografia

### Album in studio
- 2011 - Hearts
- 2014 - Chiaroscuro
- 2020 - Warnings

### EP
- 2014 - Remix